# Montchamp (Calvados)
Montchamp település Franciaországban, Calvados megyében. Lakosainak száma 545 fő (2018. január 1.). Montchamp Estry, Montchauvet, Presles és Saint-Charles-de-Percy községekkel határos.

## Népesség
A település népessége az elmúlt években az alábbi módon változott:
| Lakosok száma | 611  | 606  | 508  | 523  | 521  | 545  | 568  | 598  | 554  | 545  |
|               | 1962 | 1968 | 1982 | 1990 | 1999 | 2008 | 2011 | 2013 | 2017 | 2018 |